# شکارچی جادوگر

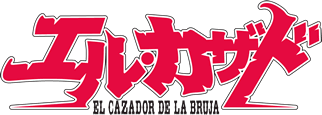
‌‌‌‌‌‌‌

شکارچی جادوگر (به اسپانیایی: El Cazador de la Bruja) یک سری انیمه ژاپنی به نویسندگی کنیچی کانماکی و کارگردانی کویچی ماشیمو که استودیو «بی تِرین» آن را منتشر کرده‌است. شکارچی جادوگر سومین و آخرین بخش از سه‌گانه دختران با اسلحه کویچی ماشیمو و بی تِرین، و دنباله معنوی مجموعه‌های نوآر و مدلاکس به حساب می‌آید. پخش این انیمه به تعداد ۲۶ قسمت در شبکه تی‌وی توکیو از تاریخ ۲ آوریل ۲۰۰۷ آغاز شده و تا ۲۴ سپتامبر ۲۰۰۷ ادامه داشت.

## خلاصه داستان
داستان دربارهٔ دختری به نام اِلیس که یادزدودگی دارد و دارای قدرتی ماوراءطبیعی می‌باشد و برای سر او جایزه گذاشته شده‌است و نادی یک شکارچی انسان که به همراه اِلیس برای پیداکردن گذشته او به جنوب سفر می‌کنند. تنها سرنخ آن‌ها تکه سنگی است که فالگیری به اِلیس داده بود.

## شخصیت‌ها
اِلیس (به ژاپنی: エリス Erisu)
نادی (به ژاپنی: ナディ Nadi)
جودی هیوارد (به ژاپنی: ジョディ・ヘイワード Jodi Heiwādo)
داگلاس روزنبرگ (به ژاپنی: ダグラス・ローゼンバーグ Dagurasu Rōzenbāgu)